# Nationaal park Yalgorup
Het nationaal park Yalgorup is een nationaal park in West-Australië. Het bestaat uit een aantal meren en natuurreservaten die ten zuiden van Mandurah tussen de 'Old Coast Road' en de Indische Oceaan gelegen zijn.
Het park is vooral bekend voor de aanwezigheid van thrombolieten in 'Lake Clifton'.

## Geschiedenis
Scheepsarts Alexander Collie en luitenant William Preston benoemden 'Lake Clifton' en 'Lake Preston' toen ze als eerste Europeanen in 1829 de kust tussen de toen nog niet bestaande steden Mandurah en Bunbury verkenden.
In de jaren 1850 liet de West-Australische overheid de 'Old Coast Road' ten zuiden van Mandurah door gevangenen aanleggen. De weg liep door zanderig gebied met veel bomen. Hierdoor was het gebied niet interessant voor de landbouw. Weinig mensen vestigden zich er.
Het nationaal park Yalgorup werd in de jaren 1970 formeel ontwikkeld, om er de kustmeren, moerassen en tuartbossen te beschermen. De naam is Nyungah van oorsprong. 'Yalgor' betekent "moeras of meer" en 'up' betekent "plaats van".

## Beschrijving
Nationaal park Yalgorup ligt in de regio Peel in West-Australië, iets meer dan honderd kilometer ten zuiden van de West-Australische hoofdstad Perth, vijftig kilometer ten zuiden van de Mandurah en vijftig kilometer ten noorden van Bunbury.
Het park beschermt tien meren die een ketting langs de kust vormen. Het langgerekte 'Lake Preston' ligt het dichtst tegen de kust. Meer landinwaarts liggen - van noord naar zuid - 'Swan Pond', 'Duck Pond', 'Boundary Lake', 'Lake Pollard', 'Martins Tank Lake', 'Lake Yalgorup', 'Lake Hayward' en 'Newnham Lake'. Het dichtst tegen de 'Old Coast Road' aan ligt 'Lake Clifton'. De meren zijn een tot vier meter diep. Het zijn zoutmeren gevoed door zoet grondwater en neerslag.
Mits reservatie kan men op de 'Martins Tank Campground' kamperen. Aan Lake Pollard staat een vogelkijkhut.
In het park zijn drie wandelingen uitgestippeld:
- 'Lake Pollard trail', 6 kilometer, tussen maart en oktober kan men er zwarte zwanen waarnemen;
- 'Heathlands walk trail', 4,5 kilometer, in de lente kan men er wilde bloemen waarnemen, aan Lake Hayward is een picknicklocatie met sanitaire voorzieningen;
- 'Lakeside Loop walk trail', 5 kilometer, naar 'Lake Clifton' en de thrombolieten.

In het water in het park mogen geen activiteiten worden ondernomen. De thrombolieten kunnen middels een houten steiger worden bezichtigd.

## Fauna
De meren in het nationaal park Yalgorup zijn vrij belangrijk voor watervogels en werden daarom in de conventie van Ramsar opgenomen. Van oktober tot april worden ze bezocht door trekvogels uit de noordelijke hemisfeer, waaronder de rosse grutto, roodkeelstrandloper, groenpootruiter, kanoet, regenwulp en nog drie soorten strandlopers en snippen. Andere watervogels die rondom de meren leven zijn de steltkluut, Australische kluut, bandsteltkluut, zwartkopplevier, roodkopplevier, Australische pelikaan, Australische muskuseend, wenkbrauweend, zwarte zwaan  en de Australische meerkoet.
Het nationaal park maakt deel uit van een Important Bird Area omdat tijdens studies in de jaren 1980-90 meer dan 1 % van de wereldwijde populatie van de roodkopplevier en de Australische kluut er werd aangetroffen.
Er leven drie bedreigde zoogdieren in het park, de zwartstaartbuidelmarter, gewone kortneusbuideldas en de Pseudocheirus occidentalis. Verder kan men er meer voorkomende inheemse dieren als de westelijke grijze reuzenkangoeroe, Irmawallaby, de echte koesoes, mierenegels en spitsneusbuideldassen waarnemen. De quokka zou echter door de vos zijn verdreven.

## Galerij

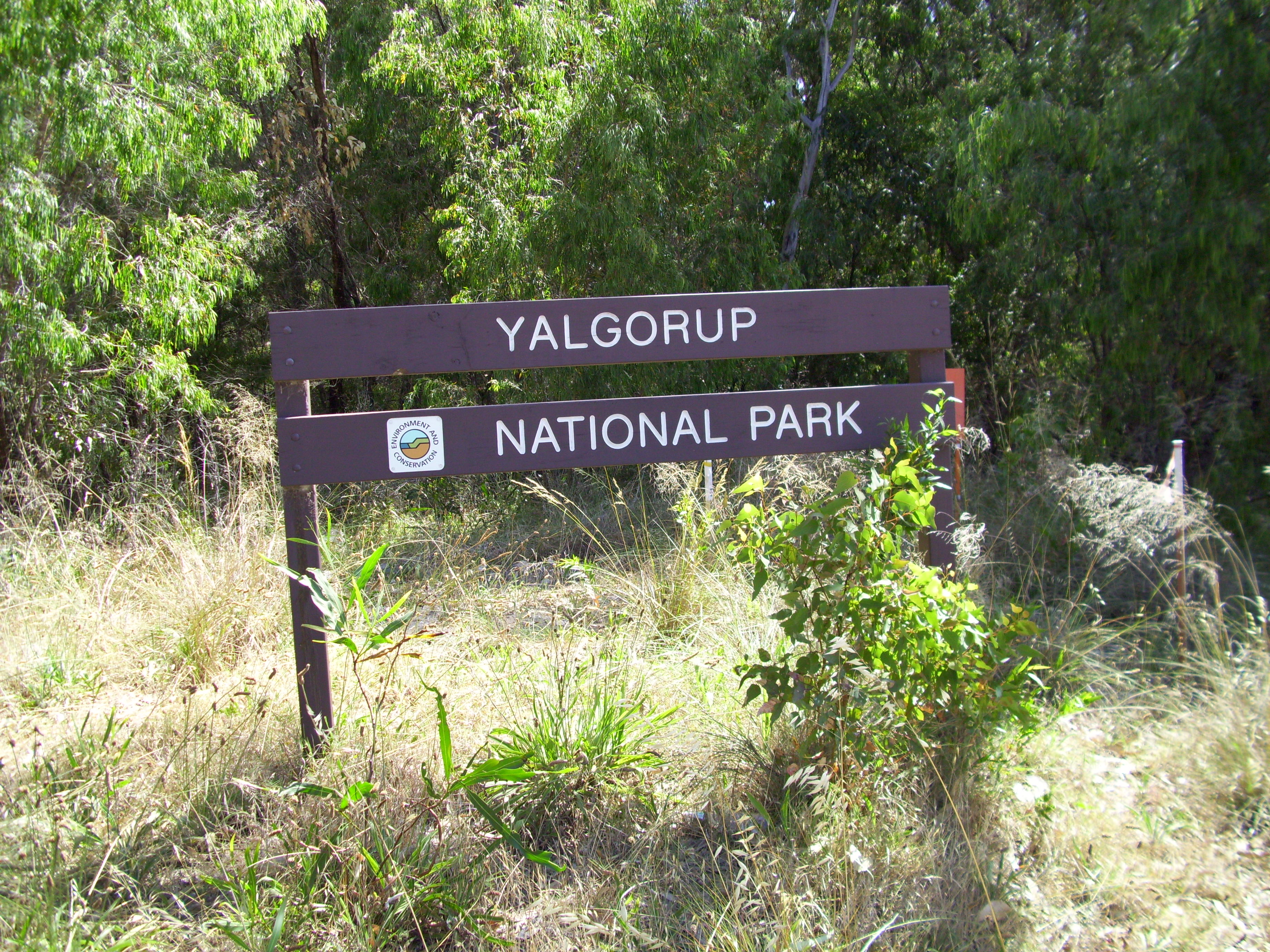
Welkomstbord
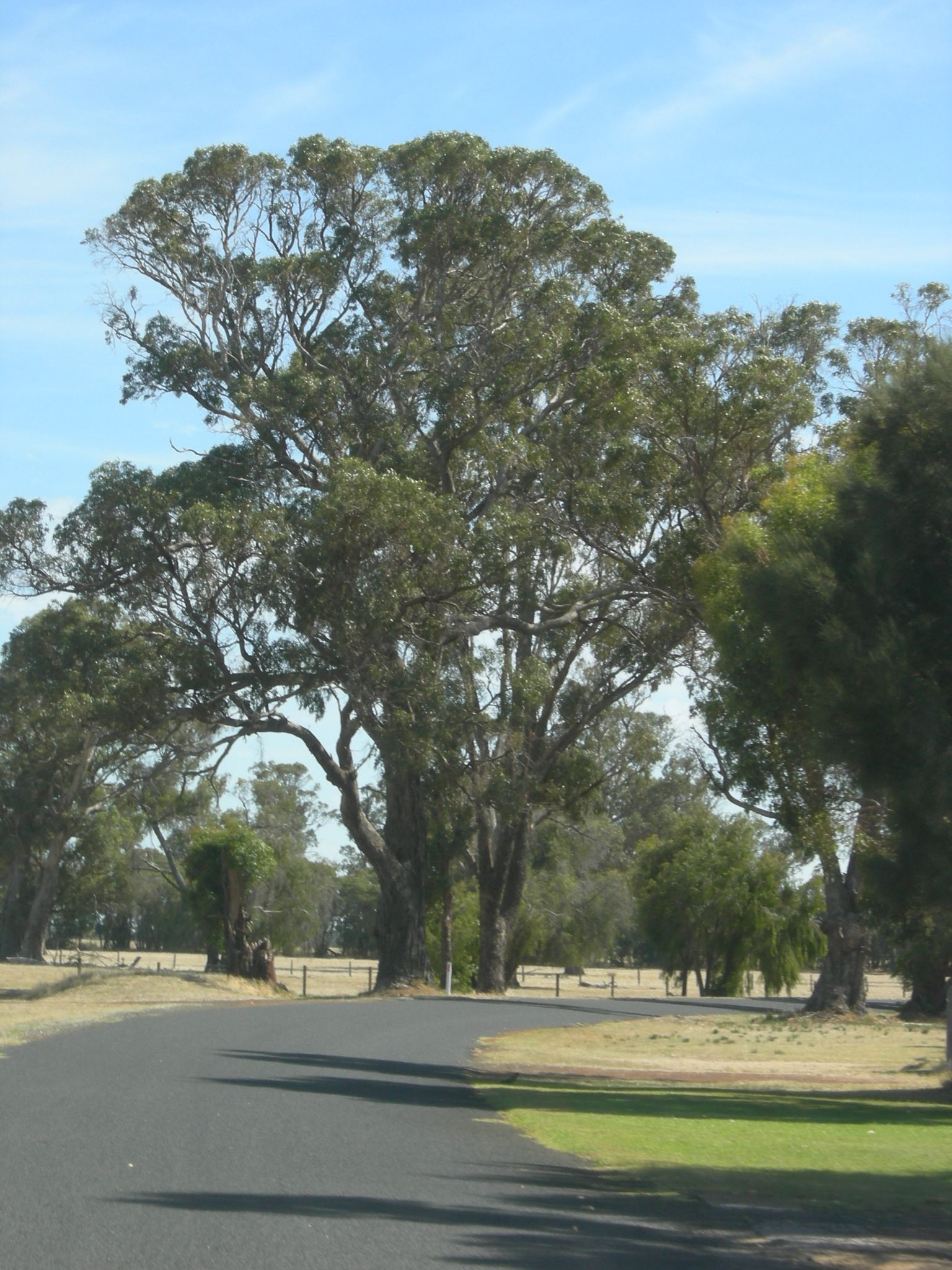
Tuartboom nabij 'Lake Clifton'
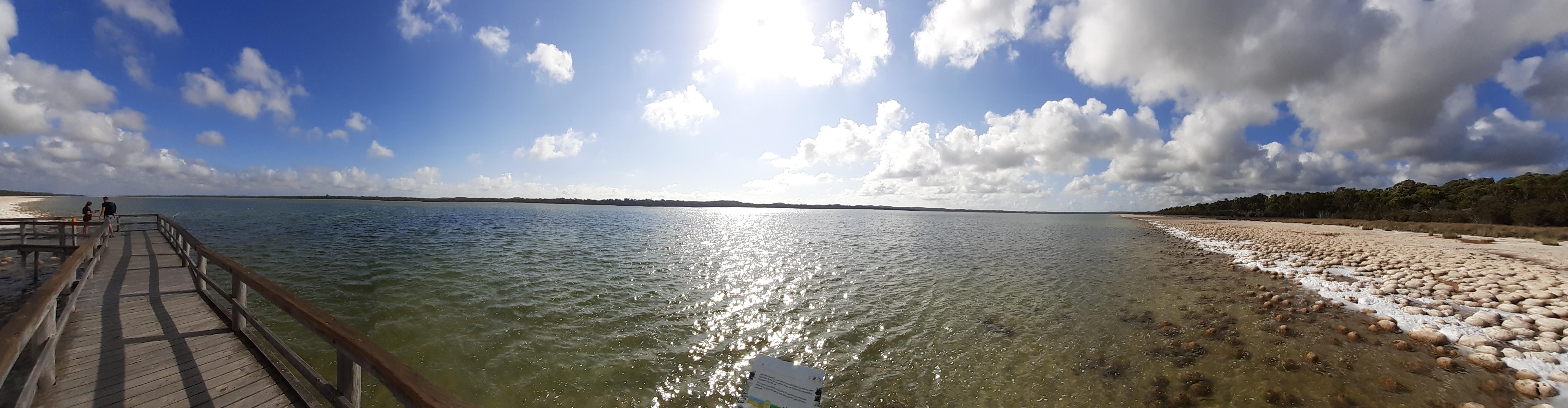
Panoramische foto 'Lake Clifton'
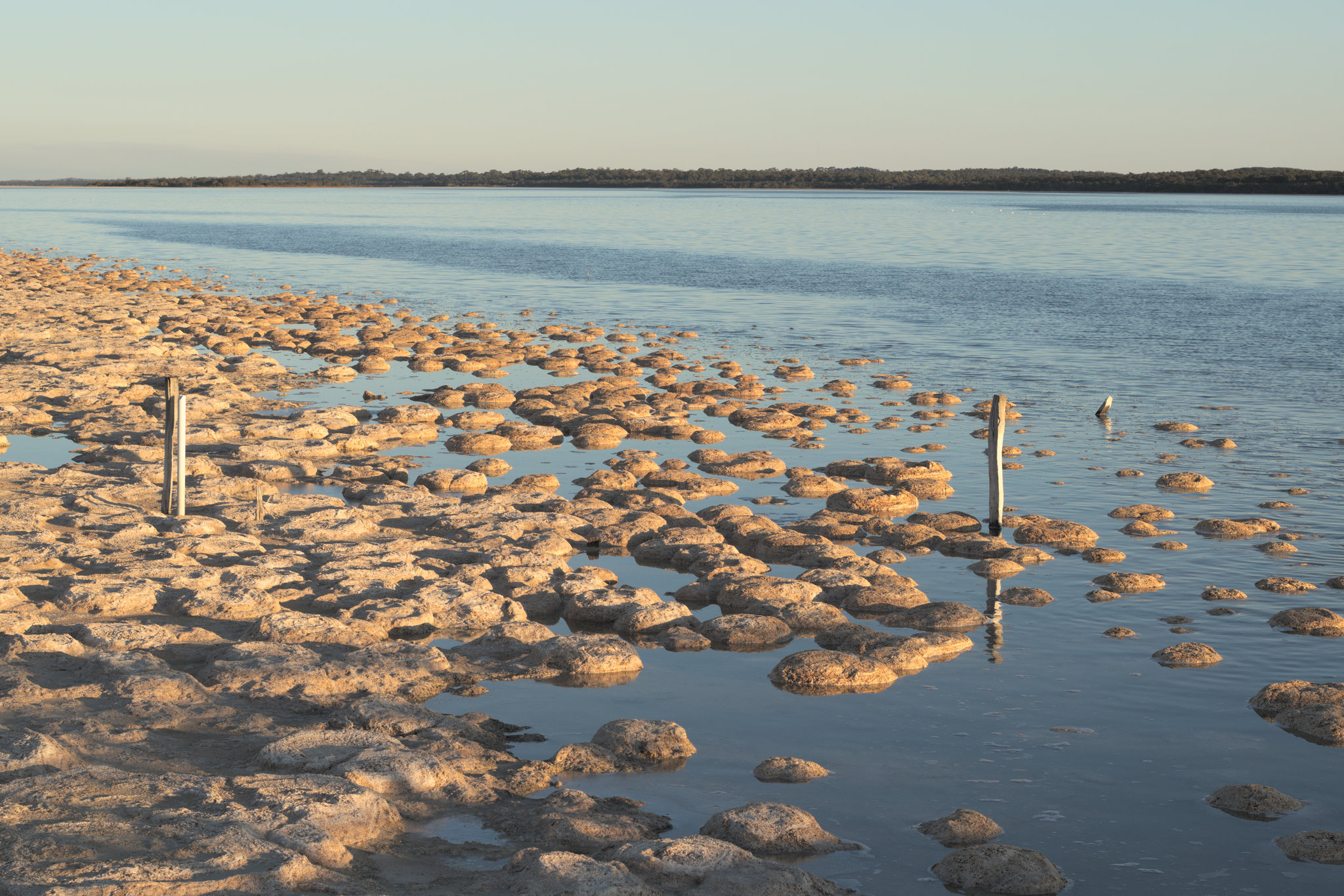
Oude pier van 'Lake Clifton' en thrombolieten
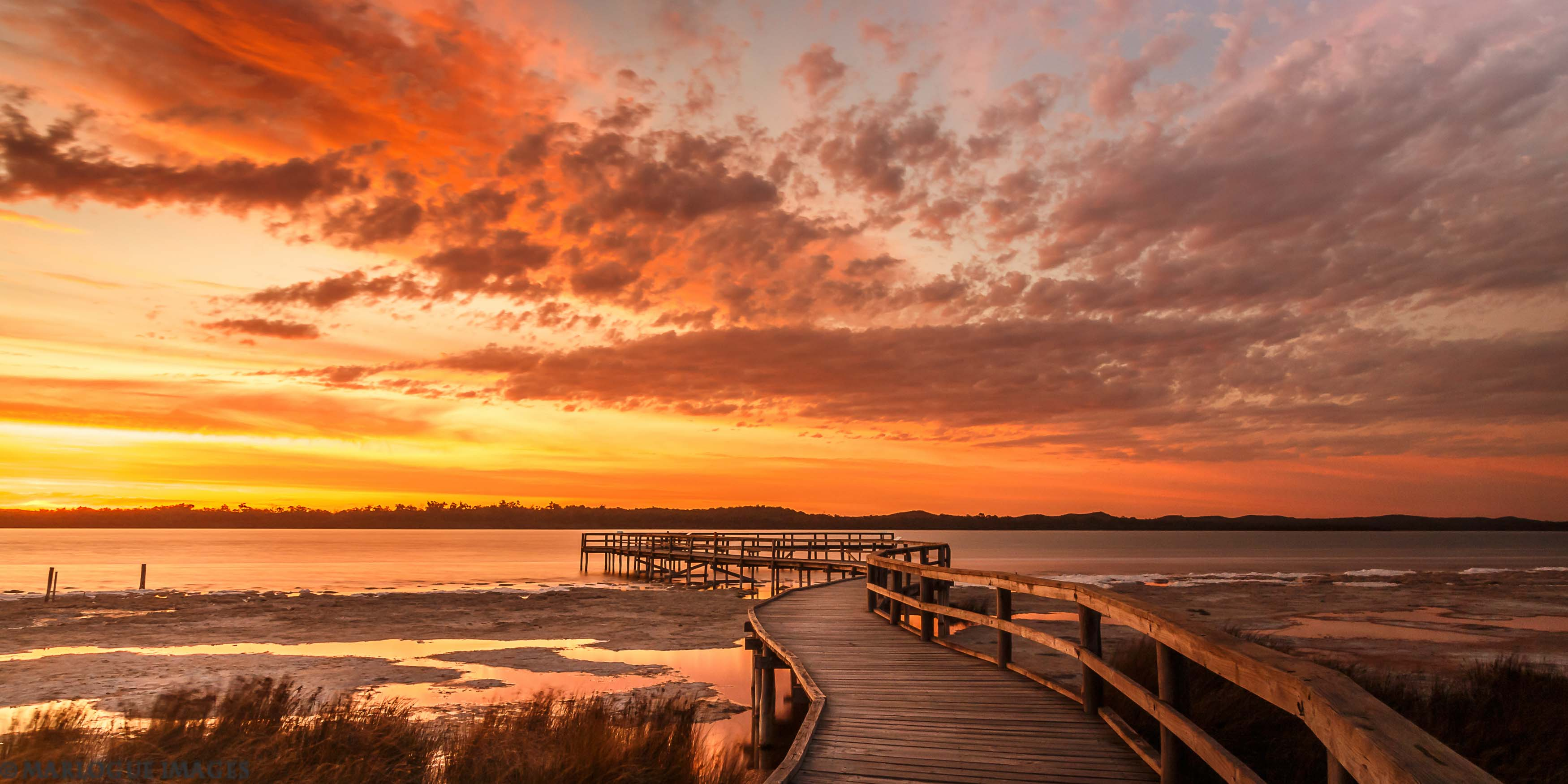
'Lake Clifton' bij valavond

Alexander Morrison · 
Avon Valley · 
Badgingarra · 
Bandiln͟gan (Windjana Gorge) · 
Beelu · 
Boorabbin · 
Brockman · 
Cape Arid · 
Cape Le Grand · 
Cape Range · 
Cliff Spackman · 
Collier Range · 
Dan͟ggu · 
D'Entrecasteaux · 
Dimalurru (Tunnel Creek) · 
Drovers Cave · 
Drysdale River · 
Eucla · 
Fitzgerald River · 
Francois Peron · 
Frank Hann · 
Gloucester · 
Goldfields Woodlands · 
Goongarrie · 
Gooseberry Hill · 
Greater Beedelup · 
Greenmount · 
Hassell · 
Hidden Valley · 
John Forrest · 
Kalamunda · 
Kalbarri · 
Karijini · 
Karlamilyi · 
Kennedy Range · 
Lawley River · 
Leeuwin-Naturaliste · 
Lesmurdie Falls · 
Lesueur · 
Millstream-Chichester · 
Mitchell River · 
Moore River · 
Mount Augustus · 
Mount Frankland · 
Mount Roe-Mount Lindesay · 
Nambung · 
Neerabup · 
Peak Charles · 
Porongurup · 
Purnululu · 
Scott · 
Serpentine · 
Shannon · 
Sir James Mitchell · 
Stirling Range · 
Stokes · 
Tathra · 
Torndirrup · 
Tuart Forest · 
Unnamed (Nr. 17519) · 
Unnamed (Nr. 46400) · 
Walpole-Nornalup · 
Walyunga · 
Warren · 
Watheroo · 
Waychinicup · 
Wellington · 
West Cape Howe · 
William Bay · 
Wolfe Creek Meteorite Crater · 
Yalgorup · 
Yanchep
Overzicht Nationale parken in:
 Australië · New South Wales · Noordelijk Territorium · Queensland · Zuid-Australië · Tasmanië · Victoria · West-Australië